# 天劫倒數
《天劫倒數》（英語：Greenland）是一部2020年美國災難驚悚片，由雷克·羅曼·沃執導，克里斯·斯帕林編劇，主演包括傑瑞德·巴特勒、莫蓮娜·芭卡琳、史考特·葛倫、安德魯·巴赫勒和大衛·丹曼。故事描述一顆彗星的碎片將對地球造成前所未有的浩劫，這使一名父親攜家帶眷試圖逃到庇護所中。
該片2020年12月18日在美國以VOD發行，後在HBO Max上線。續集為2025年的《天劫倒數：大遷徙》。

## 劇情
結構工程師約翰·蓋瑞提與他分居的妻子艾莉森和他們患有糖尿病的兒子奈森住在佐治亚州亚特兰大。約翰回家準備家庭聚會時和鄰居們發現名為克拉克（Clarke）的彗星近地掠過。
在一家商店裡，約翰收到來自國土安全部發送的一條警報，通知他他和他的家人已被選中接受緊急庇護。他帶著困惑和擔憂回到家，看到電視直播中一顆彗星碎片進入大氣層。此前預計會降落在百慕大附近，但碎片卻襲擊了佛罗里达州坦帕，使該市和該州的大部分地區毀於一旦。約翰再次接到電話，指示前往羅賓斯空軍基地獲得疏散飛行。得知克拉克正在與地球發生直接碰撞，在接下來的兩天內，整個星球將在一場災難性事件中被數百個碎片轟炸，其中最大的碎片預計將導致滅絕級別事件。蓋瑞提一家收拾行裝逃離，被迫拋下無法登機的鄰居們。
在羅賓斯，蓋瑞提一家在裝拾行李時發現兒子的胰島素留在了車裡。約翰急忙趕回去，而艾莉森和奈森則因奈森的糖尿病而被拒絕登機，然後被護送離開基地。約翰與家人走散，並因大量暴民闖入停機坪而被迫放棄登機；幾架撤離飛機也因燃油爆炸而毀。回到他們的車上，他找到了艾莉森的紙條，上面寫著母女倆將前往位於肯塔基州列克星敦的父親老家。從一家被搶劫的商店拿到醫療用品後，艾莉森和奈森被文托夫婦接走。不顧妻子朱蒂的反對，丈夫拉爾夫拋下艾莉森並搶走她的識別腕帶來登機，同時帶走了奈森。
約翰和基地裡的其他倖存者搭上了一輛卡車。一個名叫柯林的年輕人告訴他，他們要去加拿大安大略省奧斯古德，登上前往格陵蘭機密避難所的私人飛機。另一名男子看到約翰的腕帶並嘗試搶劫，雙方打了起來，導致卡車墜毀，柯林死去。搶他腕帶的男子被約翰無意殺死，使其他人打消搶東西的念頭。回到疏散基地，拉爾夫和不情願的茱蒂因被奈森揭穿而被捕；艾莉森搭上西裔人士的車抵達FEMA，和奈森不久後在街對面的營地重聚。
隔日，約翰進入一間無人民宅，透過新聞得知最大的碎片將在大約24小時內產生影響，此時全世界已有數百萬人在影響中喪生，他開走了住戶的車，終於找到了他的岳父戴爾，不久後艾莉森和奈森也與他們團聚。一家人得知格陵蘭图勒空军基地下方有一處掩體，約翰認為他們有足夠的時間到達奧斯古德，並決定前往。但戴爾決定留下，並讓一家人開走自己的卡車。幾個小時後，在紐約上州，交通堵塞，且一場熔岩碎片雨傾瀉而下，摧毀了車輛並殺死了許多人。約翰設法開車到一旁的地下通道避難。他們繼續前往加拿大，得知克拉克最大的碎片將在西歐某處墜下，由此產生的海嘯和火災風暴預計將消滅地球上75%以上的生命。當晚，他們到達奧斯古德機場，約翰駕車擋住最後一架飛機起飛，飛行員只得帶上他們。
第二天早上，當他們接近格陵蘭島時，另一個碎片撞擊海岸，導致他們迫降；飛行員犧牲。倖存者們上了一輛軍用卡車並被載到圖勒，當最大的碎片進入大氣層時，他們被迅速進入地下掩體。在衝擊波到達他們之前幾秒鐘，蓋瑞提一家的人生就在他們眼前閃過。撞擊導致雪梨、墨西哥城、巴黎和芝加哥等多座城市被摧毀及掩埋。九個月後，圖勒地堡嘗試與其他潛在倖存者進行無線電聯繫。隨著格陵蘭島與全球其他站點的聯繫，蓋瑞提一家和避難所的其他人到外頭看見了末日般的光景。聽到彼此的消息，每個人都鬆了一口氣，並報告說大氣終於轉好，這有望為人類帶來重建的機會。

## 演員
- 傑瑞德·巴特勒飾演約翰·蓋瑞提（John Garrity）
- 莫蓮娜·芭卡琳飾演艾莉森·蓋瑞提（Allison Garrity）
- 史考特·葛倫飾演戴爾（Dale）
- 羅傑·戴爾·弗洛伊德（Roger Dale Floyd）飾演奈森·蓋瑞提（Nathan Garrity）
- 大衛·丹曼飾演拉爾夫·文托（Ralph Vento）
- 霍普·戴维斯飾演茱蒂·文托（Judy Vento）
- 安德魯·巴赫勒（英语：King Bach）飾演柯林（Colin）
- 梅林·鄧蓋（英语：Merrin Dungey）飾演布林少校（Major Breen）
- 蓋瑞·威克斯（英语：Gary Weeks）飾演艾德·普魯特（Ed Pruitt）
- 赫特·麥卡藍飾演飛行員

## 製作
最初，克里斯·伊凡於2018年5月加入了該片的演出陣容，由尼爾·布洛姆坎普根據克里斯·斯帕林的劇本執導。2019年2月，布洛姆坎普退出製作。同月，雷克·羅曼·沃被選來擔任導演，傑瑞德·巴特勒取代伊凡成為主演，兩人曾在《全面攻佔3：天使救援》（2019年）中合作；巴特勒也以製片公司的名義擔任監製。2019年6月，莫蓮娜·芭卡琳加入演出陣容。2019年7月，史考特·葛倫、安德魯·巴赫勒和羅傑·戴爾·弗洛伊德（Roger Dale Floyd）確認參演。2019年8月，大衛·丹曼也簽約出演。
主要拍攝於2019年6月開拍，並於8月16日在喬治亞州亞特蘭大結束。曾在《全面攻佔3：天使救援》中和導演合作的大衛·巴克里被聘來創作電影配樂。

## 發行
2019年3月，STX娛樂獲得了該片的北美發行權。該片原定於2020年7月31日在影院上映，但由於COVID-19疫情的影響而提前至2020年6月12日；後來在無限延期前，美國檔期曾改為2020年8月14日。美國定於2020年12月18日以VOD發行，後在HBO Max上線。此前，電影已在海外國家上映。

## 反響

### 評價
電影評價兩極分化，但以肯定居多。評論匯總網站爛番茄根據152條評論，新鮮度78％，平均評分為6.3／10；共識評論：「當心了，《天劫倒數》的彗星：傑瑞德·巴特勒在這裡保護地球，同時向觀眾展現了令人難以置信的娛樂體驗。」在Metacritic上，得分64，代表「普遍好評」。

### 票房
《天劫倒數》最先於比利時全球首映，首週末在55間戲院中獲得7萬美元的票房。在法國上映的第一天，電影票房收入25.5萬美元，售出3.1萬張票；雖然戲院少加上COVID-19的嚴格管制，但仍比巴特勒的《全面攻佔：倒數救援》（2013年）高出61%。它在該國的首映票房為109萬美元，並在全球於十天累積至130萬美元的票房。在國際發行的第三個週末，《天劫倒數》在九個地區並取得2.82萬美元的票房。

## 續集
2021年6月，據報導，電影將開發續集《天劫倒數：大遷徙》，劇情將圍繞蓋瑞提穿越冰凍的歐洲荒地尋找新家園的旅程展開；導演沃和演員巴特勒、芭卡琳與弗洛伊德都將回歸。次月，STX以7500萬美元的價格在第74屆坎城影展上取得該片的全球發行權，並同意為續集提供6500萬美元的預算。

## 外部連結
- 官方网站
- 互联网电影数据库（IMDb）上《天劫倒數》的资料（英文）
- 豆瓣电影上《天劫倒數》的資料 （简体中文）
- 爛番茄上《天劫倒數》的資料（英文）